# PzH 2000
Panzerhaubitze 2000 (zkráceně PzH 2000) je 155mm samohybná houfnice vyvinutá společnostmi Krauss-Maffei Wegmann (KMW) a Rheinmetall pro německou armádu. V době svého vzniku šlo o zřejmě nejvýkonnější konvenční dělostřelecký systém v operační službě. Pozoruhodná je obzvláště velmi vysoká rychlost střelby; na první tři výstřely stačí 10 sekund, na 8 výstřelů 60 sekund a na 20 výstřelů 3 minuty. Ustálená rychlost střelby se pohybuje kolem 7 výstřelů za minutu v závislosti na zahřívání hlavně. PzH 2000 byl také vybrán do výzbroje italské, nizozemské a řecké armády. V letech 2013–2014 si houfnice objednal Katar a nadbytečná německá vozidla zakoupily Chorvatsko a Litva.
Jedná se o historicky první samohybný dělostřelecký komplet, který je vyzbrojen 155mm kanónem o délce 52 ráží.

## Vývoj

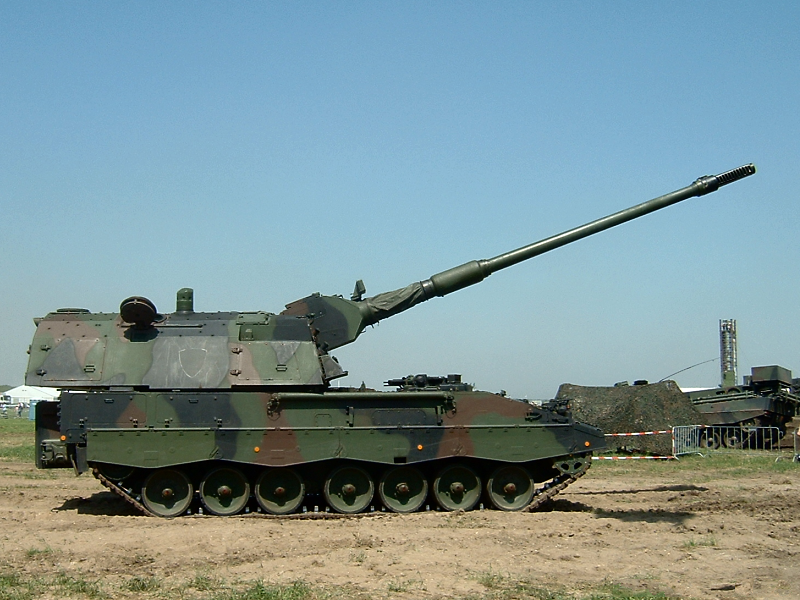
Boční pohled na PzH 2000

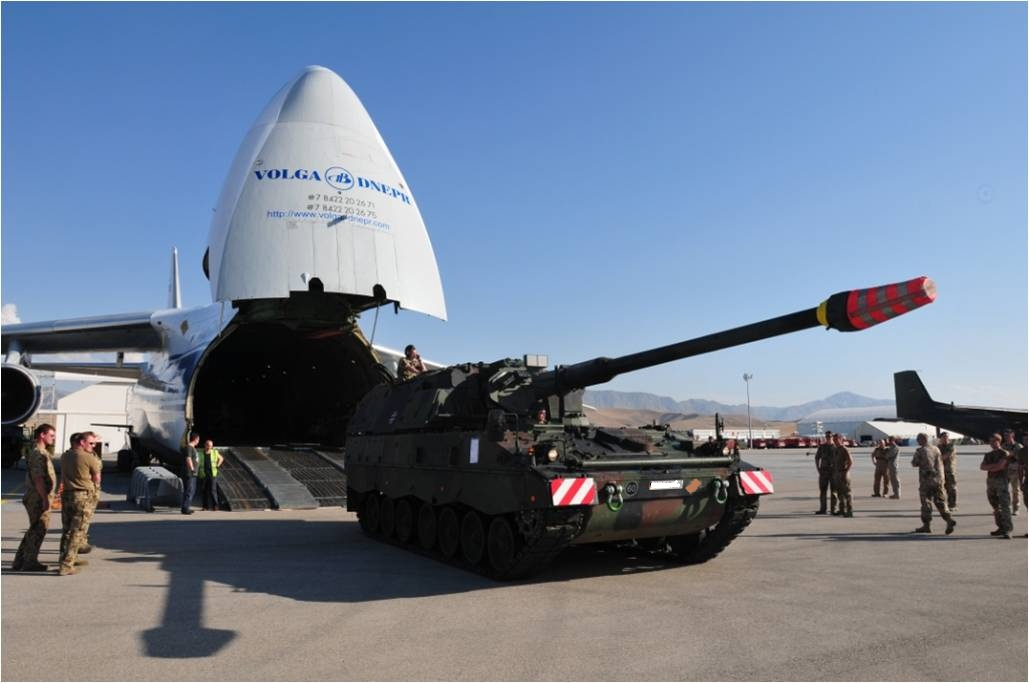
Německá houfnice PzH 2000 opouští transportní letoun Antonov An-124

Vývoj houfnice byl zahájen ve druhé polovině 80. let německými společnostmi KMW a Rheinmetall jako alternativa zrušeného italsko-britsko-německého projektu vývoje samohybných houfnic SP-70, které měly nahradit americké komplety M109 Paladin. Vývojové náklady pomohlo snížit použití řady komponentů tanků Leopard 2. Hlavními uživateli se staly Německo (185 ks), Itálie (70 ks), Nizozemsko (39 ks) a Řecko (24 ks).
Německé houfnice byly objednány roku 1996 a vyrobeny v letech 1998–2002. Později jich bylo 153 modernizováno na verzi PzH 2000A1. Všechna italská vozidla (kromě dvou) v letech 2007–2009 vyrobilo konsorcium firem Iveco-OTO-Melara. Řecká vozidla byla dodána v letech 2003–2004. Část nadbytečných německých vozidel roku 2014–2015 koupily Chorvatsko a Litva. Roku 2013 navíc další houfnice zakoupil Katar.

## Konstrukce
Pětičlennou posádku tvoří velitel, řidič, střelec a dva nabíječi. Podvozek a dělová věž jsou pancéřovány, aby odolaly střelbě z ručních zbraní a střepinám dělostřeleckých granátů. Hlavní zbraní je 155mm houfnice Rheinmetall DeTec o délce hlavně 52 ráží a dostřelu až 40 km (dle typu munice). Nabíjení je automatické, přičemž vozidlo veze celkem 60 nábojů. Systém řízení palby MICMOS umožňuje současný zásah cíle až pěti projektily. Vozidlo pohání dieselový osmiválec MTU MT881 Ka-500 o výkonu 736 kW a čtyřrychlostní převodovka Renk HSWL 284 C.

## Nasazení
Nizozemské a německé houfnice PzH 2000 byly nasazeny v Afghánistánu. Bojovým křtem si typ prošel v srpnu 2006 během nasazení tří nizozemských PzH 2000 proti Tálibánu v provincii Kandahár během operace Medúza. Tyto houfnice byly nasazeny také během rusko-ukrajinské války v roce 2022 ukrajinskou armádou. Jedna houfnice PzH 2000 byla zničena 31. 10. 2022 v Chersonské oblasti.

## Uživatelé
- Německo: Vyrobeno celkem 185 kusů. Později 153 modernizováno na verzi PzH2000A1. Kvůli úsporám byla část vyřazena a odprodána do zahraničí.[2]
- Itálie: Vyrobeno celkem 70 kusů.[2]
- Nizozemsko: Vyrobeno celkem 39 kusů. Část byla vyřazena/zakonzervována.[2]
- Řecko: Vyrobeno celkem 24 kusů.[2]

- Chorvatsko: Zakoupeno 15 německých houfnic, z toho tři na náhradní díly.[2]
- Litva: Zakoupeno 21 německých houfnic, z toho pět na náhradní díly.[2]
- Katar: Roku 2013 objednáno 24 houfnic.[2]
- Maďarsko: Roku 2018 objednáno 24 houfnic.
- Ukrajina: Roku 2022 obdržela neznámý počet z nizozemských přebytků,[4] 7 kusů od německé vlády,[5] a v říjnu 2022 dalších 6 od vlády Itálie.[6]